# Левон Мкртчян
Левон Гайкович Мкртчян (нар. 25 лютого 1953, Ленінакан, Вірменська РСР) — вірменський режисер, кінооператор.

## Життєпис
Левон Мкртчян народився 25 лютого 1953 року в Ленінакані (нині Гюмрі) Вірменської РСР.
У 1972 році вступив на режисерський факультет Єреванського художньо-театрального інституту, який закінчив у 1978 році. Потім, у 1984 році він закінчив режисерський факультет ВДІКУ (майстерня Д. Фірсова).
З 1983 року працював режисером-документалістом на кіностудії «Вірменфільм». Він звернувся до національної вірменської тематики. Тут було знято багато картин: «Полководець Андранік» (про героя національно-визвольного руху початку XX століття генерала Андраніка], «Хай буде світло», «Мій Комітас», Шарль Азнавур, Параджанов, «Щовечора після шести»…
Однією з кращих робіт талановитого режисера в документальному кіно є фільм «Єгіше Чаренц. Відомі і невідомі сторінки». Фільм відтворює ту атмосферу, ту важку епоху, в якій прожив останні дні життя у 1937 році великий поет Єгіше Чаренц. Про нього у фільмі говорять люди, що знали його дуже близько — фольклорист Айрик Мурадян, що сидів з Чаренцом в одній в'язниці, художниця Регіна Казарян, чий подвиг спасіння рукописів Чаренца загальновідомий, і поет Геворк Емін. Всі авторські тексти чудово вбудовані в тему.
У 1987 році Левон Мкртчян вступив до Спілки кінематографістів СРСР.
У Франції в 1995 році відкрилася виставка 30 фото робіт Левона Мкртчяна.
З 2002 року кінорежисер живе в США.

## Фільмографія
1. "Паломництво до Гюмрі " 1991, Betacam, 52 хв. Автор сценарію Левон Мкртчян, Грачуї Татурян, режисер / оператор Левон Мкртчян. (Фільм розповідає про збір пожертвувань, організований відомим диригентом Л. Чкнаворяном для відродження культурного життя в зруйнованому землетрусом Гюмрі. https://www.youtube.com/watch?v=pPp1mMfSKro [Архівовано 19 грудня 2021 у Wayback Machine.]
2. Так буде світло, у фільмі Отче наш, сущий на небесах! читає Сос Саргсян, він також знімався у фільмі Соляріс режисера Андрія Тарковського

### Режисура
1. «Дорогою Вічності Шираз» — 1983[1]
2. «Паруйр Севак» — 1984, оператор Роберт Марданян
3. «Чаренц. Відомі і невідомі сторінки», 1987. Автор сценарію Левон Мкртчян
4. «Російсько-вірменські літературні зв'язки» — 1986. Пушкін, Лермонтов, Грибоєдов і Гоголь
5. «Гюмрі», 1987 (Александрапол) композитор Саргіс Аладжаджян
6. «Шарль Азнавур, Вірменія, 1989»
7. «Кожен вечір після шести» — 1986
8. «Месроп Маштоц» — 1988, текст читає Сос Саргсян
9. «Вірменія 1988» — 1988
10. «Комендатска година» — 1989
11. Полководець Андранік — 1990 (Озанян, Андранік Торосович)
12. «Параджанов — останні дні» — 1990

### Відео Фільми
1. «Кілкійська Вірменія-Франція 1993», Автор сценарію Левон Мкртчян і Грачуї Татурян. У фільмі знімалися: Президент Франції Франсуа Міттеран, Левон Тер-Петросян, Пайнтер Гарзу, Шарль Азнавур, професор Клод Мутафян[2]
2. «Рукопис незалежності» (Matyan Ankakhutyan-Левон Тер-Петросян) − 2002
3. «Оганнес Шираз» — 43 хв, 2005, США, Шираз Ованес Татевосович, сценарій фільму Левон Гайкович Мкртчян[3].